# Drymadusella
Drymadusella is een geslacht van rechtvleugeligen uit de familie sabelsprinkhanen (Tettigoniidae). De wetenschappelijke naam van dit geslacht is voor het eerst geldig gepubliceerd in 1939 door Ramme.

## Soorten
Het geslacht Drymadusella omvat de volgende soorten:
- Drymadusella afghana Ramme, 1939
- Drymadusella hissarica Mishchenko, 1954
- Drymadusella nativa Stolyarov, 1970
- Drymadusella paghmana Bey-Bienko, 1967